# Guil-galad
Ereinion Guil-galad és un personatge fictici de l'univers de J.R.R. Tolkien, la Terra Mitjana. És un elf noldorin, fill d'Oròdreth, i Rei Suprem dels Nóldor durant el final de la Primera Edat, i la Segona Edat sencera.
El seu nom de pare en quenya era Artanáro, sindaritzat a Rodnor, però era conegut de forma quasi exclusiva amb el seu nom de mare Guil-galad ("estrella radiant") i el seu epessë (sobrenom) Ereinion, que significa "plançó dels reis".
La seva llança rebé el nom d'Aeglos, que significava 'punta de neu', o 'banya de neu' (d' aeg=agut, punxegut; los=neu), perquè es deia que els orcs quedaven glaçats de por en veure-la.
Va poder escapar-se del saqueig de Nargòthrond (tot i que el seu pare va morir i la seva germana Finduilas va ser capturada), i va fugir a l'illa de Balar. Després de la mort de Turgon, va passar a ser el rei suprem dels nóldor a l'exili, ja que era l'únic hereu mascle de Turgon amb vida (el fill d'Idril, Eärendil, era només mig nóldor, i Galàdriel era una dona)
Després de la Guerra de la Ira i la fi de la Primera Edat, Guil-Galad va fundar un reialme a la regió costanera de Lindon a les ribes de Belegaer, el Gran Mar. En el moment de màxima esplendor, el regne s'estenia fins a les Muntanyes Boiroses, tot i que la majoria dels èldar vivien a Lindon o al refugi d'Élrond a Rivendell. Era aliat dels númenóreans, i va col·laborar amb ells per expulsar Sàuron després que forgés l'Anell Únic.
Amb la Caiguda de Númenor i l'establiment de la gent d'Eléndil en els regnes dels dúnedain a l'exili, Guil-galad va formar amb ells l'Última Aliança d'Elfs i Homes contra el senyor fosc Sàuron. L'Aliança va posar setge a Bàrad-dûr i va acabar obtenint la victòria, però Guil-galad i Eléndil van morir durant el setge.

## Genealogia de la Casa de Finarfin
```
Finarfin
 === 
Eärwen

|
------------------------------
| | | | 

Finrod
 
Angrod
 
Aegnor
 
Galadriel
=
Celeborn

| |

Orodreth
 
Celebrían
*
|
-----------
| | 

Finduilas
 
Guil-galad
 (* Esposa de N'
Elrond
)
```

## Altres versions del llegendari
En el Silmaríl·lion publicat es diu que Guil-Galad era fill de Fingon, però més tard Christopher Tolkien (editor i fill de l'autor) va confessar que era un error.
En la pel·lícula del Senyor dels Anells de Peter Jackson, Guil-Galad apareix breument en la seqüència del pròleg (es pot veure rematant un enemic amb la seva llança), però mai se'l menciona pel nom.